# Igeltjärnen, Västerbotten
Igeltjärnen är en sjö i Skellefteå kommun i Västerbotten och ingår i Bureälvens huvudavrinningsområde.